# 주민수
주민수(1994년 7월 4일 ~ )는 대한민국의 배우이다.

## 학력
- 낙민초등학교 (졸업)
- 백신중학교 (전학) → 신일중학교 (졸업)
- 정발고등학교 (졸업)
- 성균관대학교 (재학)

## 출연작

### 드라마
- 2004년 《파리의 연인》 (SBS) - 어린 한기주 역
- 2004년 《불멸의 이순신》 (KBS) - 광해군 역
- 2005년 《서동요》 (SBS)
- 2005년 《이 죽일놈의 사랑》 (KBS) - 어린 강민구 역
- 2005년 《641 가족》 (KBS) - 강성민 역
- 2007년 《외과의사 봉달희》 (SBS) - 한동건 역
- 2007년 《내 남자의 여자》 (SBS) - 홍경민 역
- 2007년 《왕과 나》 (SBS) - 김처선 (김천동) 역
- 2008년 《별순검 시즌2》 (MBC)
- 2011년 《반짝반짝 빛나는》 (MBC) - 대안학교 학생 역
- 2011년 ~ 2012년 《인수대비》 (JTBC) - 윤우 역
- 2012년 《대풍수》 (SBS) - 성복 역
- 2022년 tvN 주말드라마 《환혼》 - 한열 역
- 2022년 ~ 2023년 tvN 주말드라마 《환혼 빛과 그림자》 - 한열 역

### 영화
- 2006년 《밤비 2》... 로노 목소리 역
- 2006년 《신성일의 행방불명》... 시소 소년 / 초코 린치 역
- 2006년 《몬스터 하우스》... 차우더 더빙 목소리 역
- 2006년 《앤트 불리》... 스티브 더빙 목소리 역
- 2007년 《로빈슨 가족》... 스탠리 더빙 목소리 역
- 2008년 《소년은 울지 않는다》... 영남 역
- 2011년 《량강도 아이들》... 구봉 역

## 수상
- 2007년 SBS 연기대상 남자 아역상
- 2007년 SM 청소년 베스트 선발대회 연기짱